# Il vento e le rose
Il vento e le rose è un brano musicale scritto da Marco Ciappelli e Diego Calvetti e presentato da Patty Pravo al Festival di Sanremo 2011. Il brano è stato successivamente inserito nell'album della Pravo Nella terra dei pinguini, in due versioni: una versione cantata in duetto con Morgan, con cui avrebbe dovuto duettare la quarta serata del Festival, e l'altra interpretata interamente solo dalla Pravo, la stessa inserita anche nelle due compilation del Festival di Sanremo.

## Il brano
L'autore Diego Calvetti ha spiegato che inizialmente il brano che Patty Pravo avrebbe dovuto proporre per il Festival era La vita è qui, un brano "più rock", giudicato però inadeguato per la manifestazione e sostituito con Il vento e le rose. Parlando del brano, la stessa Patty Pravo ha raccontato durante un'intervista:
Il brano descrive la scena di una domenica mattina, con una coppia a letto "chiusa nel suo nido e che ha voglia di lasciare tutto il mondo fuori dalla porta". Calvetti ha raccontato di avere avuto l'ispirazione per il brano appena ha conosciuto Patty Pravo, dichiarando che per lui era un' "icona".
Il vento e le rose è stato presentato sul palcoscenico dell'Ariston il 15 febbraio 2011, durante la prima serata del Festival. Tuttavia viene eliminato dalla gara durante la seconda serata il 16 febbraio. L'autore Diego Calvetti e Patty Pravo hanno poi giustificato l'eliminazione parlando di alcuni problemi tecnici durante l'esibizione della cantante.
La cantante ha anche dichiarato che inizialmente non aveva nessuna intenzione di incidere il brano, ma in un secondo momento ha ripensato dato che era una canzone scritta per lei da Diego Calvetti e Marco Ciappelli. Calvetti ha anche diretto l'orchestra durante le esibizioni della Pravo alla kermesse sanremese.

## Tracce
1. Il vento e le rose – 3:46 (testo: Diego Calvetti – musica: Diego Calvetti e Marco Ciappelli)

## Classifiche
| Classifica (2011) | Posizione massima |
| ----------------- | ----------------- |
| Italia            | 26                |